# Choren I. (Katholikos von Kilikien)

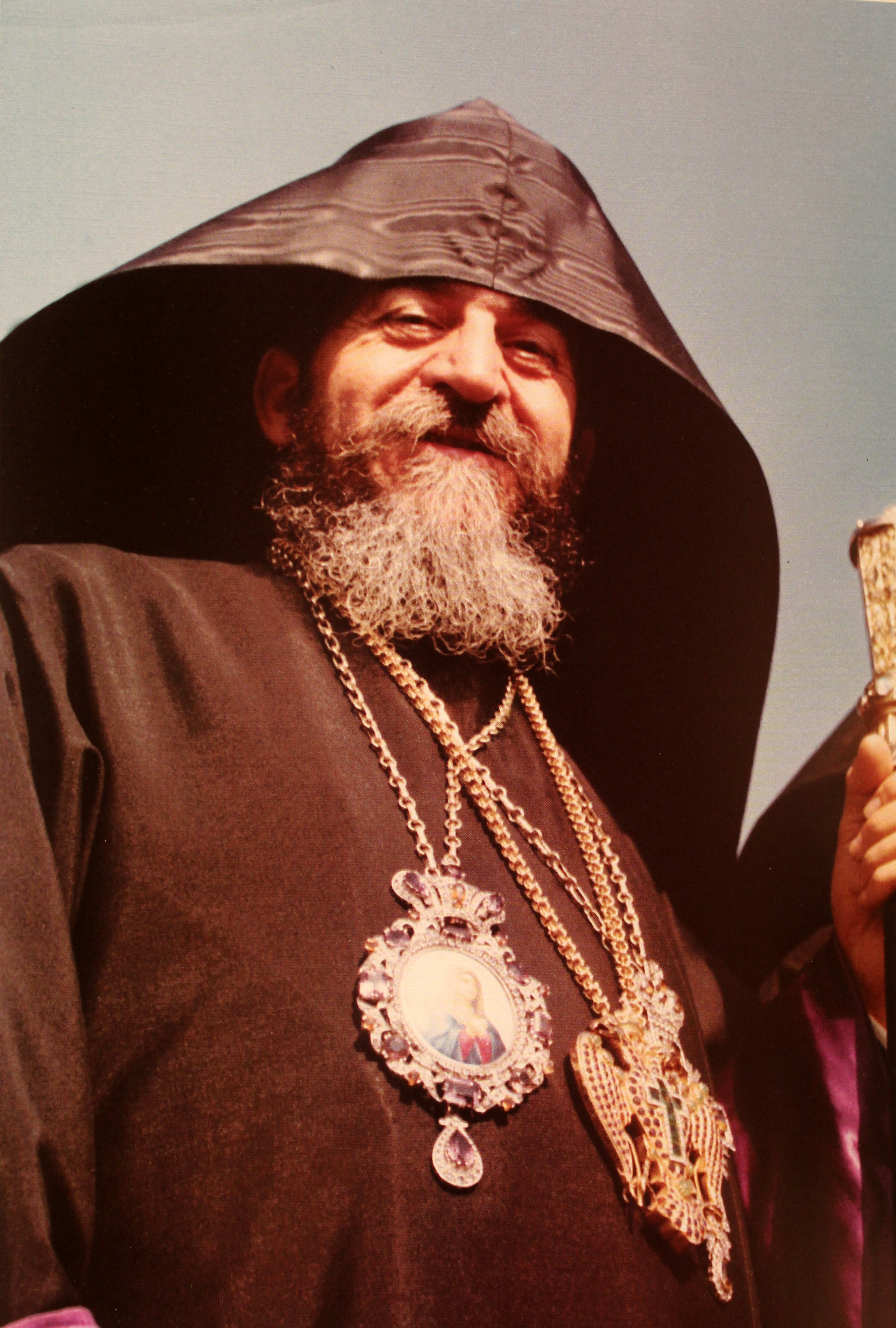
Choren I.

Choren I. (Mesrob Paroyan, armenisch Խորեն Ա. Բարոյան, * 24. November 1914 in Nikosia; † 9. Februar 1983 in Antelias) war ein Katholikos des Großen Hauses von Kilikien der Armenischen Apostolischen Kirche.
Nach seiner Schulzeit auf Zypern trat er in das Priesterseminar des Katholikats von Kilikien in Antelias ein. 1937 wurde er zum Mönchspriester geweiht und erhielt den Namen Choren. 1947 empfing er die Bischofsweihe und leitete ab 1951 die armenische Prälatur Libanon. 1963 wurde er als Nachfolger des früh verstorbenen Sareh I. zum Katholikos gewählt und am 12. Mai 1963 in Antelias geweiht. Er suchte den Streit mit Etschmiadsin durch ein Treffen mit dessen Katholikos Wasgen I. in Jerusalem beizulegen, bestand aber auf der erfolgten Ausweitung der territorialen Jurisdiktion des kilikischen Patriarchats mit der Möglichkeit zusätzlichen Ausgreifens.
Seine Amtszeit ist gekennzeichnet durch rege Bautätigkeit und Pflege ökumenischer Beziehungen. Wegen nachlassender Gesundheit ließ er sich 1977 in der Person des Karekin Sarkissian einen Katholikos-Koadjutor geben, der 1983 als Karekin II. sein Nachfolger werden sollte († 1999 als Katholikos Karekin I. von Etschmiadsin).